# Irina Press
Irina Natanowna Press (ros. Ирина Натановна Пресс, ur. 10 marca 1939 w Charkowie, zm. 22 lutego 2004 w Moskwie) – lekkoatletka radziecka, mistrzyni olimpijska w biegu płotkarskim na 80 m oraz w pięcioboju.
Na letnich igrzyskach olimpijskich w Rzymie w 1960 zdobyła złoto w biegu na 80 m przez płotki, w Tokio cztery lata później – złoto w pięcioboju. Ustanowiła w karierze 13 rekordów świata, 6 w biegu płotkarskim (doprowadzając rekord do czasu 10,3 w 1965) oraz 7 w pięcioboju (5246 punktów w 1964).
Czołową lekkoatletką była również jej starsza siostra, Tamara Press (zdobywczyni trzech złotych i jednego srebrnego medalu olimpijskiego), specjalizująca się w konkurencjach rzutowych. Obie zawodniczki były oskarżane przez działaczy zachodnich o niedozwolone wspomaganie medyczne (przyjmowanie hormonów męskich), czemu zaprzeczała strona radziecka.
Po zakończeniu kariery pracowała jako oficer Komitetu Bezpieczeństwa Państwowego (KGB). Pochowana na Cmentarzu Dońskim w Moskwie.